# Марсело Торрес
Марсело Торрес (ісп. Marcelo Torres, нар. 6 листопада 1997, Темперлей) — аргентинський футболіст, нападник кіпрського клубу «Пафос».
Виступав за молодіжну збірну Аргентини.

## Клубна кар'єра
Народився 6 листопада 1997 року в місті Темперлей. Вихованець футбольної школи клубу «Бока Хуніорс». 2017 року включався до заявки основної команди того ж клубу, утім у дорослому футболі дебютував того ж року виступами на умовах оренди за «Тальєрес».
Згодом протягом 2018–2019 років також як орендований гравець виступав за «Банфілд».
Влітку 2019 року був орендований кіпрським «Пафосом», який у вересні 2020 року викупив контракт аргентинця за 250 тисяч євро.

## Виступи за збірну
2017 року залучався до складу молодіжної збірної Аргентини. На молодіжному рівні зіграв у 10 офіційних матчах, забив 7 голів.
Був учасником молодіжного чемпіонату Південної Америки 2017, на якому із п'ятьма забитими голами став одним із чотирьох найкращих бомбардирів турніру. Того ж року два голи забив в іграх молодіжного чемпіонату світу.

## Титули і досягнення

### Особисті
- Найкращий бомбардир Молодіжного чемпіонату Південної Америки (1):

2017 (5 голів, разом з  Бріаном Кабесасом, Лаутаро Мартінесом і Родріго Амаралем)